# アンキストロドン
アンキストロドン（学名: Ankistrodon）は、前期三畳紀のインドのパンチェット層から産出したアルコサウリフォルムの爬虫類である。

## 概要
最初は獣脚類恐竜であると考えられていたが、後にプロテロスクス科であると判断された。タイプ種はA.indicusであり、1865年にイギリスの動物学者であるトマス・ヘンリー・ハクスリーによって記載された。ある研究者によって1970年代にプロテロスクスの先行シノニムとして分類された。